# ربه‌کا پیترسون
 ربه‌کا پیترسون (انگلیسی: Rebecca Peterson؛ زاده ۶ اوت ۱۹۹۵) یک تنیس‌باز اهل سوئد است.